# Ouragan Carol
L’ouragan Carol est l’un des pires cyclones tropicaux à être passé en Nouvelle-Angleterre aux États-Unis. Ayant débuté comme une onde tropicale près des Bahamas le 25 août 1954, il atteignit la catégorie 3 de l’échelle de Saffir-Simpson en se dirigeant vers le nord. Cet ouragan bien organisé traversa Long Island puis toucha le Connecticut le 31 août. Il continua ensuite son chemin vers le nord mais la friction lui fit perdre rapidement son intensité et il devint une dépression extratropicale. 
Sa trajectoire et intensité ont été comparées à un ouragan qui est passé dans cette région en 1938, touchant terre à environ 60 kilomètres l’un de l’autre et les deux lors de la marée haute. Comme l’ouragan de 1938, Carol produisit une importante onde de tempête qui dévasta la côte.
Carol était parmi les plus coûteux ouragans à frapper les États-Unis lors de son passage en 1954. En 2006, il détenait toujours le vingt-deuxième rang. Il a causé des dommages estimés à 460 millions $US (de 1954), en plus de faire 60 morts.

## Évolution météorologique
Une onde tropicale s’est développée en dépression tropicale le 25 août sur le nord-est des Bahamas et s’intensifia rapidement en se dirigeant vers le nord-est. Elle devint une tempête tropicale six heures plus tard et fut nommée Carol. Tournant légèrement vers le nord, Carol rencontra des conditions atmosphériques très favorables et le 27 août, devint un ouragan à environ 545 km à l’est de Cap Canaveral (Floride).
Un anticyclone protégeant le sud-est des États-Unis, la vitesse de déplacement de Carol devint presque nulle mais il continua à se renforcer. Tard le 27 août, le vents de l’ouragan atteignaient 167 km/h. Les vents demeurèrent à cette force durant trente heures et Carol ne parcourut que 124 km vers la côte de la Géorgie puis il faiblit légèrement.
L’ouragan fut ensuite entraîné dans la circulation d’un creux barométrique passant sur la côte est des États-Unis ce qui changea sa trajectoire vers le nord-est et lui permit de s’intensifier à nouveau. Le 30 août, devenu de catégorie 2 de l’échelle de Saffir-Simpson avec des vents de 185 km/h, il se trouvait à 290 km à l’est de Savannah (Géorgie).  Tôt le 31 août, Carol frôla le Cap Hatteras (Caroline du Nord) et les avions de reconnaissances estimèrent ses vents entre 120 km/h et 200 km/h. Sa trajectoire était vers le nord-nord-est à 63 km/h. 
Carol prit encore de la force et toucha terre sur la partie est de Long Island, avec la force d’un ouragan de catégorie 2. Selon une réanalyse, il aurait atteint la catégorie 3. Ayant rapidement traversé l’île et le détroit de Long Island, Carol frappa le Connecticut à Saybrook. 
Carol était assez compact et ses vents les plus forts se trouvaient près et à l’est de son centre. Son œil resta bien visible tout au long de sa traversée de Long Island et de sa frappe sur la côte du Connecticut, assez inhabituel pour un ouragan touchant la Nouvelle-Angleterre. Les habitants de Groton (Connecticut) ont d’ailleurs signalé une accalmie lors du passage du centre de l’ouragan. 
Carol perdit ensuite rapidement de la force en traversant le Connecticut et l’ouest du Massachusetts. Tard le 31 août, la tempête était devenue une dépression extratropicale en passant sur le sud-ouest du New Hampshire. Encore puissante, elle continua son chemin vers le nord et entra dans le sud du Québec (Canada).

## Impacts

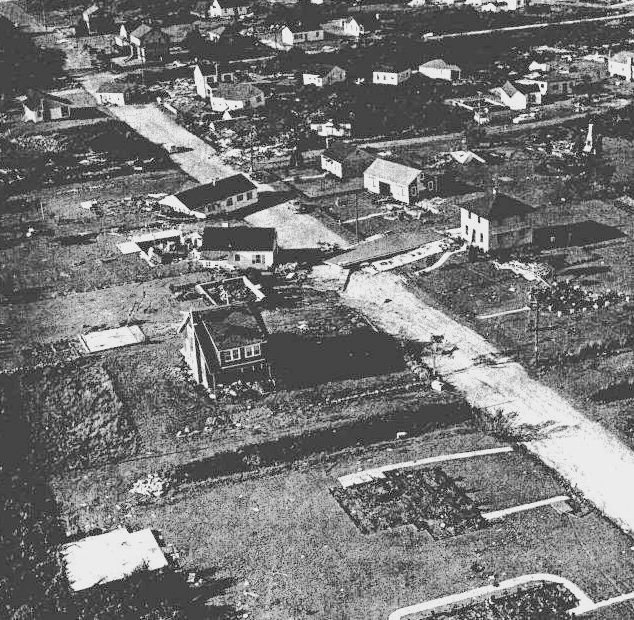
Dommages causés par Carol

Les vents violents de Carol ont détruit près de 40 % des récoltes de pommes, maïs et tomates de la pointe est du Connecticut au Cape Cod et fait tomber des milliers d’arbres. Les vents et l’onde de tempête ont fait disparaître des milliers de demeures en Nouvelle-Angleterre. 3 500 automobiles et 3 000 bateaux ont été détruits. Au total, l’ouragan Carol a fait pour 460 millions $US en dommages de 1954 (3,45 milliards $US de 2006) et 60 morts,.

### Carolines à la Virginie
En Caroline du Nord, des vents de 145 à 160 km/h ont été notés à la station de Cap Hatteras le long de la côte, des rafales de 90 km/h à Wilmington et de 105 km/h à Cherry Point. Les vents ont endommagé les cultures de maïs et de soja ainsi que certains toits et maisons. Les vagues ont endommagé les quais de pêche. En tout, on a estimé les pertes à 228 000 $US de 1954 (1,7 million $US de 2006).
Carol est passé à 160 km à l’est de la Virginie et on n’a signalé que des vents de 65 km/h à Virginia Beach. Il a cependant laissé 100 mm de pluie à Norfolk. Dans la région de Washington DC, ses pluies ont été les bienvenues car la région était en état de sécheresse.

### New York
Dans la partie est de Long Island, près du point de frappe de Carol, une station a rapporté une pression de 960 hPa et des vents de 195 km/h. L’onde de tempête a recouvert la route principale passant par Montauk (New York), isolant la partie est de l’île. Cependant les dommages ont été concentrés dans cette région de l’île, Carol ayant un faible diamètre.

### Nouvelle-Angleterre
Carol est arrivé au Connecticut peu de temps après la marée haute, combiné avec une onde de tempête de 3 à 4,5 mètres, inondant la côte de New London vers l’est. La plus importante accumulation de pluie a été rapportée à New London, 150 mm, les vents y ont atteint 175 km/h ce qui a soufflé une partie du toit de l’hôtel de ville,. Les vents violents ont causé des pannes électriques, brisé des arbres et endommagé des édifices dans tout l’est de l’État. Les vents et l’onde de tempête ont détruit des milliers de maisons et de structures le long de la côte. Encore une fois, le faible diamètre de Carol a permis à l’ouest de l’État de s’en tirer indemne.
On a signalé des vents de 215 km/h à Block Island au Rhode Island, au large de la côte, et des vents soutenus de 145 km/h avec rafales à 170 km/h à Warwick plus à l’intérieur des terres. Ce vent a soufflé de nombreux toits, forçant les habitants à se diriger vers des refuges. Ils ont causé des pannes électriques généralisés (85 % de l’État dans le noir). L’onde de tempête de 4,4 mètres à Narragansett Bay, a surpassé le record établi par l’ouragan de 1938 en Nouvelle-Angleterre, ce qui inonda le centre-ville de Providence sous 3,7 mètres d’eau. Plusieurs communautés de la côtes furent presque détruites. Les vents et l’onde de tempte ont détruit 5 000 édifices.
Au Massachusetts, les vents ont été de 130 à 160 km/h sur la partie est de l’État. Encore une fois, le vent causa des pannes électriques généralisées dans ces secteurs. L’onde de tempête frappa la côte et l’eau de mer fut poussée jusqu’à la route nationale numéro 6, tuant des milliers d’arbres. Durant des décennies après le passage de Carol, les arbres blanchis par le sel étaient visibles au travers de la nouvelle repousse le long de l’autoroute 88, entre la route 6 et Horseneck Beach, dans la région de Westport (Massachusetts).
Carol a maintenu son intensité un certain temps en entrant dans les terres. Le Maine a ainsi rapporté des vents de 130 km/h à Augusta, ce qui a causé des pannes électriques et téléphoniques, des arbres cassés et des édifices endommagés. Il est tombé jusqu’à 63 mm de pluie en douze heures. Trois personnes sont mortes et huit furent blessées, dont une par la chute d’une branche d’arbre. Des centaines d’autos et de maisons ont été endommagées par la chute d’arbres. Le vent a rasé les champs de maïs de North Livermore et les vergers de pommes un peu partout dans l’État. On estime les pertes totales à 10 millions $US de 1954 (74,9 millions de 2006), dont 1,7 million $US de 1954 (12,7 millions $US de 2006) aux récoltes. Il s’agissait des pires pertes pour un désastre naturel dans l’histoire du Maine. Cependant ce record ne tint pas longtemps car dix jours plus tard, l’ouragan Edna causait pour 15 millions de dommages. Le gouverneur du Maine, Burton M. Cross, a déclaré l’état d’urgence et six comtés de l’État furent nommés en zone de désastre ce qui leur permit de recevoir de l’aide pour la reconstruction.

## Épilogue
Le nom Carol fut utilisé une autre fois en 1965 pour une tempête tropicale car il n’y avait aucune liste officielle de l’Organisation météorologique mondiale à cette époque. Lorsque de telles listes ont été créées, le nom Carol a été retiré à cause des dommages importants qu’il a engendrés.

### Source
- (en) Cet article est partiellement ou en totalité issu de l’article de Wikipédia en anglais intitulé « Hurricane Carol » (voir la liste des auteurs).